# Gran Premio de Costa Rica
El Gran Premio de Costa Rica (oficialmente: Gran Premio de San José) es una carrera ciclista profesional de un día en Costa Rica creada en 2016 y recibió la categoría 1.2 dentro de los Circuitos Continentales UCI formando parte del UCI America Tour.

## Palmarés
| Año  | Ganador       | Segundo        | Tercero          |
| ---- | ------------- | -------------- | ---------------- |
| 2016 | Pablo Alarcón | Daniel Bonilla | Román Villalobos |

## Palmarés por países
| País  | Victorias |
| ----- | --------- |
| Chile | 1         |